# 石培文
石培文（1966年1月—），男，汉族，甘肃武威人，中华人民共和国政治人物。现任甘肃文旅产业集团有限公司党委书记、董事长。第十四届全国政协委员。